# V1291 de l'Àguila
V1291 de l'Àguila (V1291 Aquilae) és un estel variable de magnitud aparent mitjana +5,63 situada a la constel·lació de l'Àguila. S'hi troba a 277 anys llum de distància del sistema solar.
V1291 de l'Àguila és un estel blanc de tipus espectral A5p amb una temperatura efectiva aproximada de 8.580 K. Té una lluminositat 35,5 vegades major que la lluminositat solar i una massa 2,2 vegades major que la del Sol. La seva edat s'estima en 630 milions d'anys. Posseeix un radi ~ 4,5 vegades més gran que el radi solar i, encara que gira sobre si mateixa tan lentament que la mesura de la seva velocitat de rotació projectada és de 0 km/s, el seu període de rotació és de 224 dies.
V1291 de l'Àguila és un estel químicament peculiar -semblant a α Circini o Alioth (ε Ursae Majoris)- que presenta en la seva superfície continguts molt alts d'estronci, crom i europi. Quant al seu índex de metal·licitat, aquest és només un 28% més elevat que el solar. La seva lluentor és variable, fluctuant 0,06 magnituds conforme l'estel rota, i està classificada com a variable Alfa² Canum Venaticorum.